# 小川雄勢
小川雄勢（Ogawa Yusei，1996年7月20日—）生於神奈川縣橫濱市，是一名日本男子柔道運動員，曾獲得2018年世界柔道錦標賽混合團體冠軍。父親小川直也也是柔道運動員。

## 外部連結
- JudoInside.com